# 仁賀保誠政
仁賀保 誠政 (にかほ のぶまさ)は、江戸時代初期から前期にかけての旗本。

## 経歴
元和元年（1615年）、2代将軍・徳川秀忠に拝謁。翌年から徳川家光に仕え、書院番に列する。元和9年（1623年）、小姓組に転任、同年の日光社参に同行。寛永元年（1624年）、使者として松平忠直の配流先の豊後国府内に赴く。翌年父の遺領のうち2000石を分封、寛永9年(1632年)、進物番に転任。寛永17年（1640年）、目付に代わって府内に赴く。寛永19年（1642年）、水野勝成預かりの酒井重澄が自殺。その検死のために備後国福山に赴く。慶安元年（1648年）、再び府内に赴き、目付代を務める。
貝塚の青松寺に葬られた。子の誠尚が家督を継いだ。

## 系譜
- 父：仁賀保挙誠
- 母：田村掃部の娘
- 正室：桑山貞晴の娘
- 長男：仁賀保誠尚
- 長女：長谷川重辰室